# Beriev Be-2

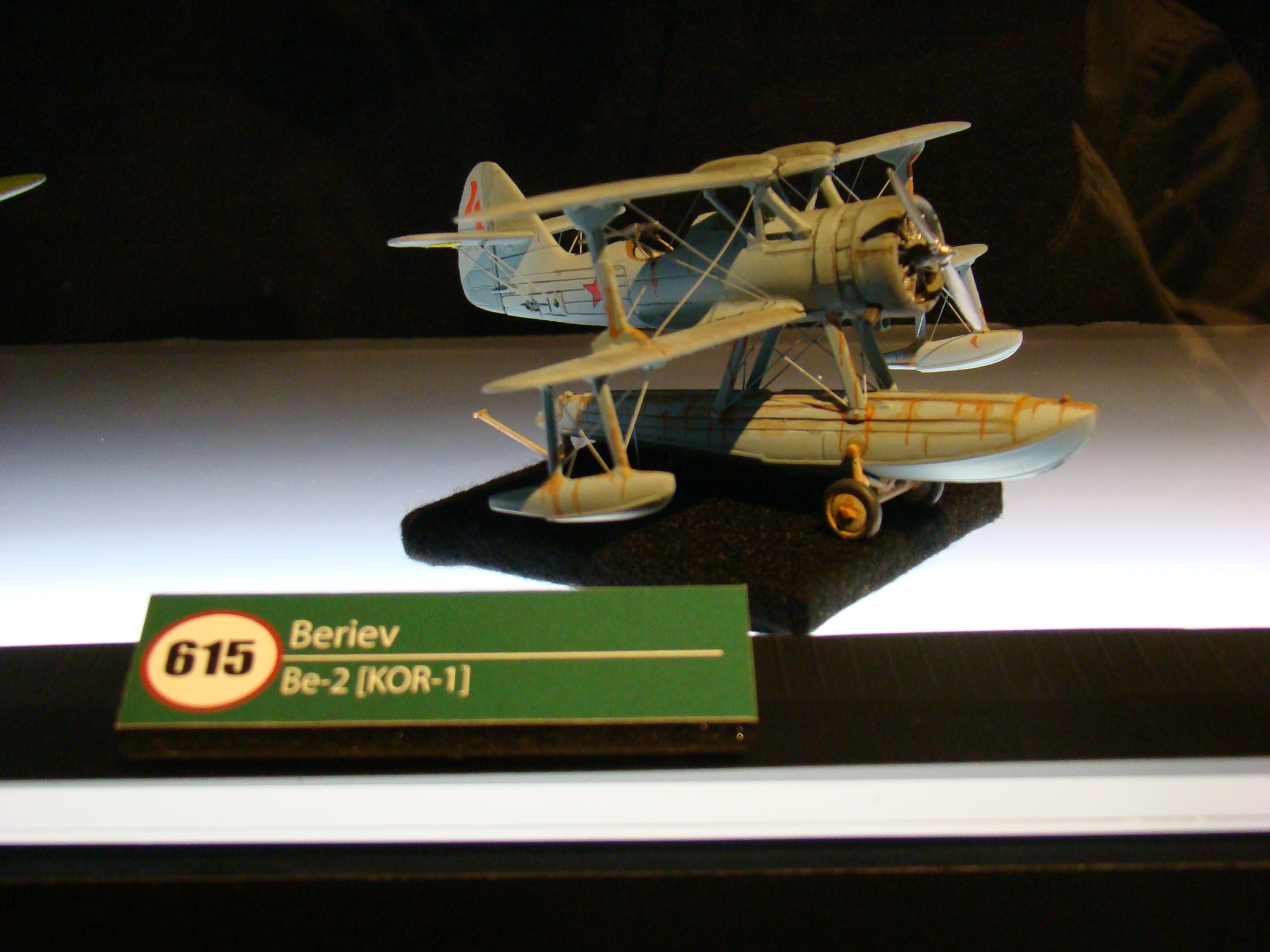
Un modello in scala del Be-2.

Il Beriev Be-2, originariamente designato Beriev KOR-1 (in caratteri cirillici Бериев Бе-2 e Бериев КОР-1) era un idroricognitore biplano a scafo centrale, imbarcato e catapultabile, progettato dall'OKB 49 diretto da Georgij Michailovič Beriev e sviluppato in Unione Sovietica negli anni trenta.
Impiegato negli anni successivi dall'Aviacija Voenno-Morskogo Flota, l'aviazione navale della sovietica Voenno-Morskoj flot SSSR, venne realizzato per sostituire il precedente pari ruolo Heinkel HD 55, ridesignati KR-1 e prodotti anche su licenza, e per equipaggiare i nuovi incrociatori di Classe Kirov fino allo scoppio della seconda guerra mondiale. Furono ritirati dal servizio nel 1942.

## Storia del progetto
Il KOR-1, com'era originalmente designato, deve la sua origine nei primi anni trenta per l'esigenza da parte della marina militare sovietica di sostituire i KR-1, i tedeschi Heinkel HD 55, oramai considerati superati, sulle unità della flotta sovietica che già operavano in missioni di ricognizione nel mar Baltico.

## Tecnica
Il Be-2 era un idrovolante interamente metallico di impostazione generale classica, biplano monomotore e biposto, caratterizzato dalla configurazione a galleggiante centrale, una soluzione tecnica non molto usata.
La fusoliera presentava due abitacoli separati, aperti ed in tandem, l'anteriore occupato dal pilota ed il posteriore per l'osservatore. Posteriormente terminava in un impennaggio cruciforme monoderiva dotata di piani orizzontali controventati.
La configurazione alare era biplana con le ali superiore ed inferiore, quest'ultima l'unica dotata di alettoni, dalla stessa apertura, collegate tra loro da un paio di montanti a doppia T integrati da tiranti in fili d'acciaio e, la superiore, alla fusoliera tramite un robusto castello tubolare. Le ali erano inoltre ripiegabili all'indietro per mantenere l'ingombro laterale quando non era utilizzato.
Il galleggiamento era assicurato da un grande galleggiante centrale, collegato alla parte inferiore della fusoliera da un castello tubolare, integrato da due altri galleggianti equilibratori di dimensione minore collegati sotto all'ala inferiore tramite una struttura tubolare.
La propulsione era assicurata da uno Shvetsov M-25, un motore radiale 9 cilindri a singola stella e raffreddato ad aria, copia dello statunitense Wright R-1820 prodotta su licenza, capace di erogare una potenza di 700 CV (515 kW). Il motore era posto sul muso, racchiuso da una cappottatura che differì dal prototipo per l'apertura anteriore libera in luogo di quella finestrata ed abbinato ad un'elica bipala, precedentemente tripala, a passo variabile in due posizioni regolabile a motore fermo.
L'armamento era costituito da 3 mitragliatrici ShKAS calibro 7,62 mm, due rivolte in avanti in caccia e posizionate ai lati della fusoliera e la terza collocata su un supporto brandeggiabile per la postazione posteriore riservata all'osservatore/mitragliere.

## Utilizzatori
Unione Sovietica
- Aviacija Voenno-Morskogo Flota